# UDP-2,4-diacetamido-2,4,6-tridezoksi-beta-L-altropiranozna hidrolaza
UDP-2,4-diacetamido-2,4,6-tridezoksi-beta-L-altropiranozna hidrolaza (EC 3.6.1.57, PseG, UDP-6-dezoksi-AltdiNAc hidrolaza, Cj1312) je enzim sa sistematskim imenom UDP-2,4-bis(acetamido)-2,4,6-tridezoksi-beta-L-altropiranoza hidrolaza. Ovaj enzim katalizuje sledeću hemijsku reakciju
UDP-2,4-bis(acetamido)-2,4,6-tridezoksi-beta--altropiranoza + 2O {\displaystyle \rightleftharpoons } 2,4-bis(acetamido)-2,4,6-tridezoksi-beta--altropiranoza + UDP
Ovaj enzim učestvuje u biosintezi pseudaminske kiseline.

## Literatura
- Nicholas C. Price; Lewis Stevens (1999). Fundamentals of Enzymology: The Cell and Molecular Biology of Catalytic Proteins (Third изд.). USA: Oxford University Press. ISBN 019850229X.
- Eric J. Toone (2006). Advances in Enzymology and Related Areas of Molecular Biology, Protein Evolution (Volume 75 изд.). Wiley-Interscience. ISBN 0471205036.
- Branden C; Tooze J. Introduction to Protein Structure. New York, NY: Garland Publishing. ISBN 0-8153-2305-0.
- Irwin H. Segel. Enzyme Kinetics: Behavior and Analysis of Rapid Equilibrium and Steady-State Enzyme Systems (Book 44 изд.). Wiley Classics Library. ISBN 0471303097.

## Spoljašnje veze
- UDP-2,4-diacetamido-2,4,6-trideoxy-beta-L-altropyranose+hydrolase на 